# José Espelius
José Espelius Anduaga (1874-1928) fue un arquitecto español.

## Biografía

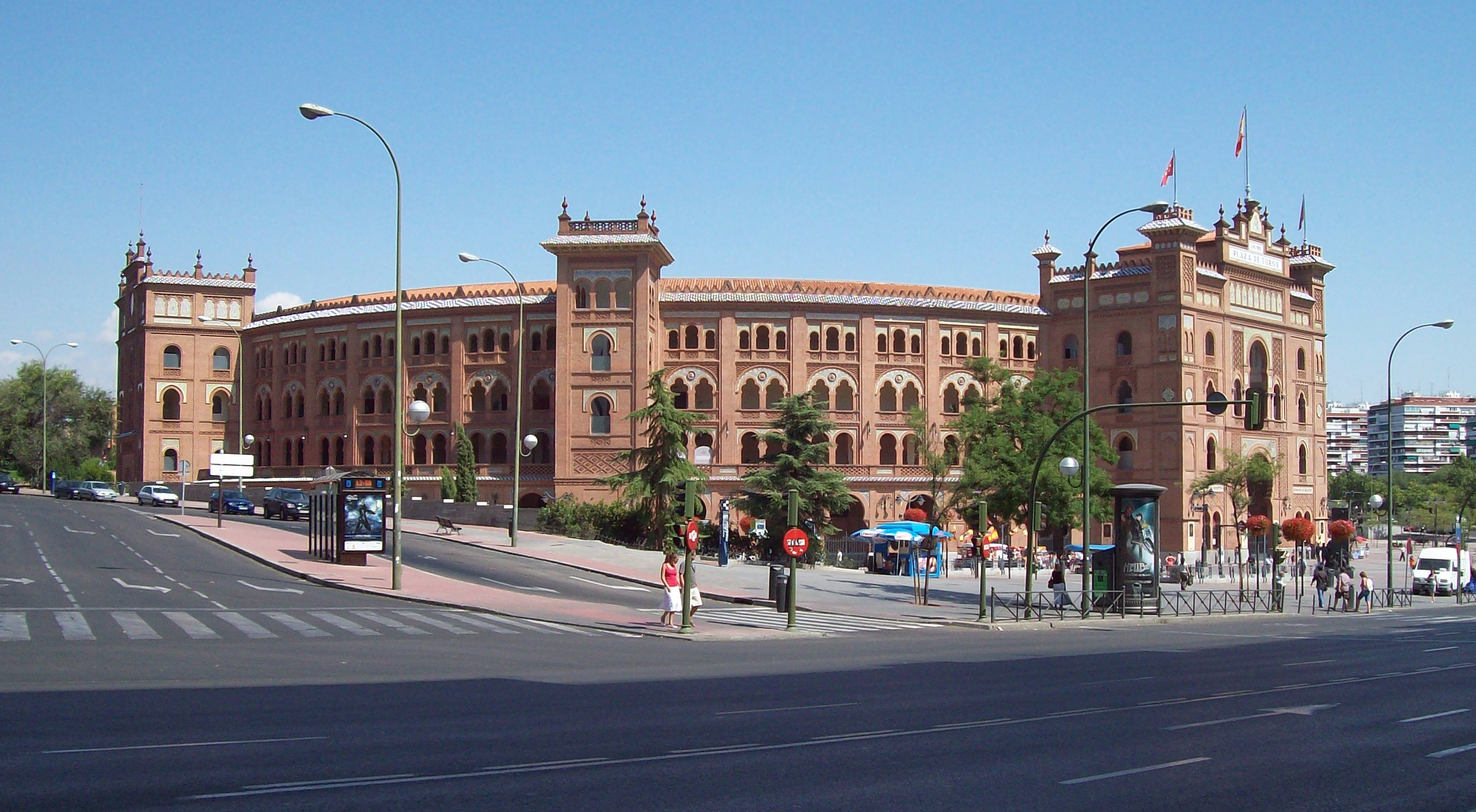
Plaza de toros de las Ventas desde la calle de Alcalá (Madrid)

Nació en 1874. Descrito como «arquitecto de la burguesía plutocrática madrileña», se le atribuye un estilo modernista con influencias del eclecticismo y de un estilo afrancesado.
Participó en la construcción de obras como el Cine Royalty (1913), Cine Ideal (1915), Teatro Reina Victoria (1916), el Ministerio de Marina (1917-1925) —que sería finalizado por Francisco Javier de Luque, actualmente alberga el Cuartel General de la Armada—, el Teatro Muñoz Seca (1920-1922), la plaza de toros de Las Ventas —de estilo neomudéjar—, la casa-palacio para el Marqués de Frómista en el número 21 de la calle de Velázquez o el edificio del número 32 de la calle de Goya. Colaboró con otros arquitectos como Vicente Agustí Elgueró y Manuel del Busto. Fue autor de Proyectos de casas económicas para obreros y clases modestas (1906), junto a Luis María Cabello Lapiedra.
Murió en San Sebastián a causa de una angina de pecho, el 17 de octubre de 1928, mientras estaba de viaje. Fue enterrado en la Sacramental de San Isidro.

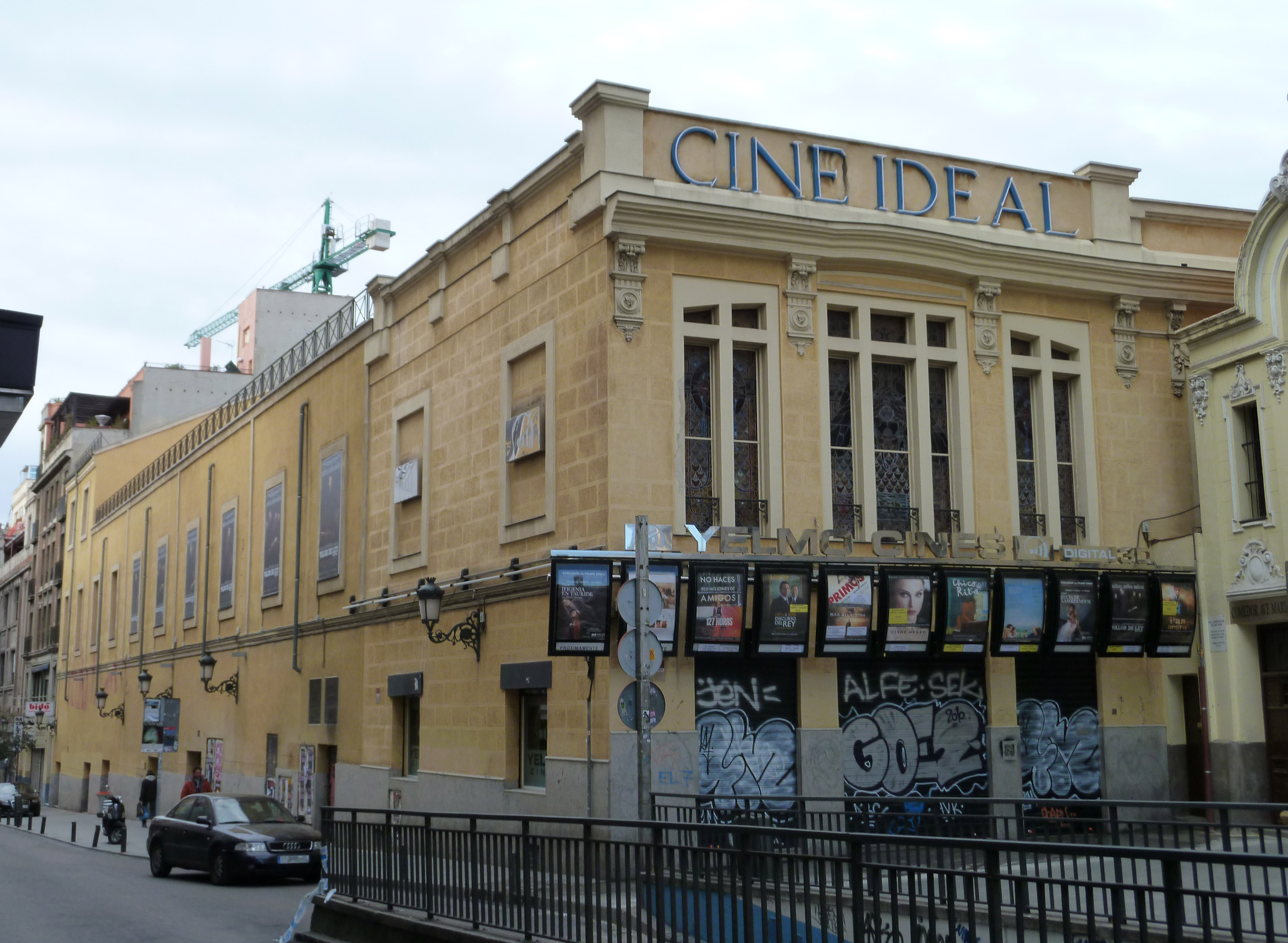
Cine Ideal (Madrid)
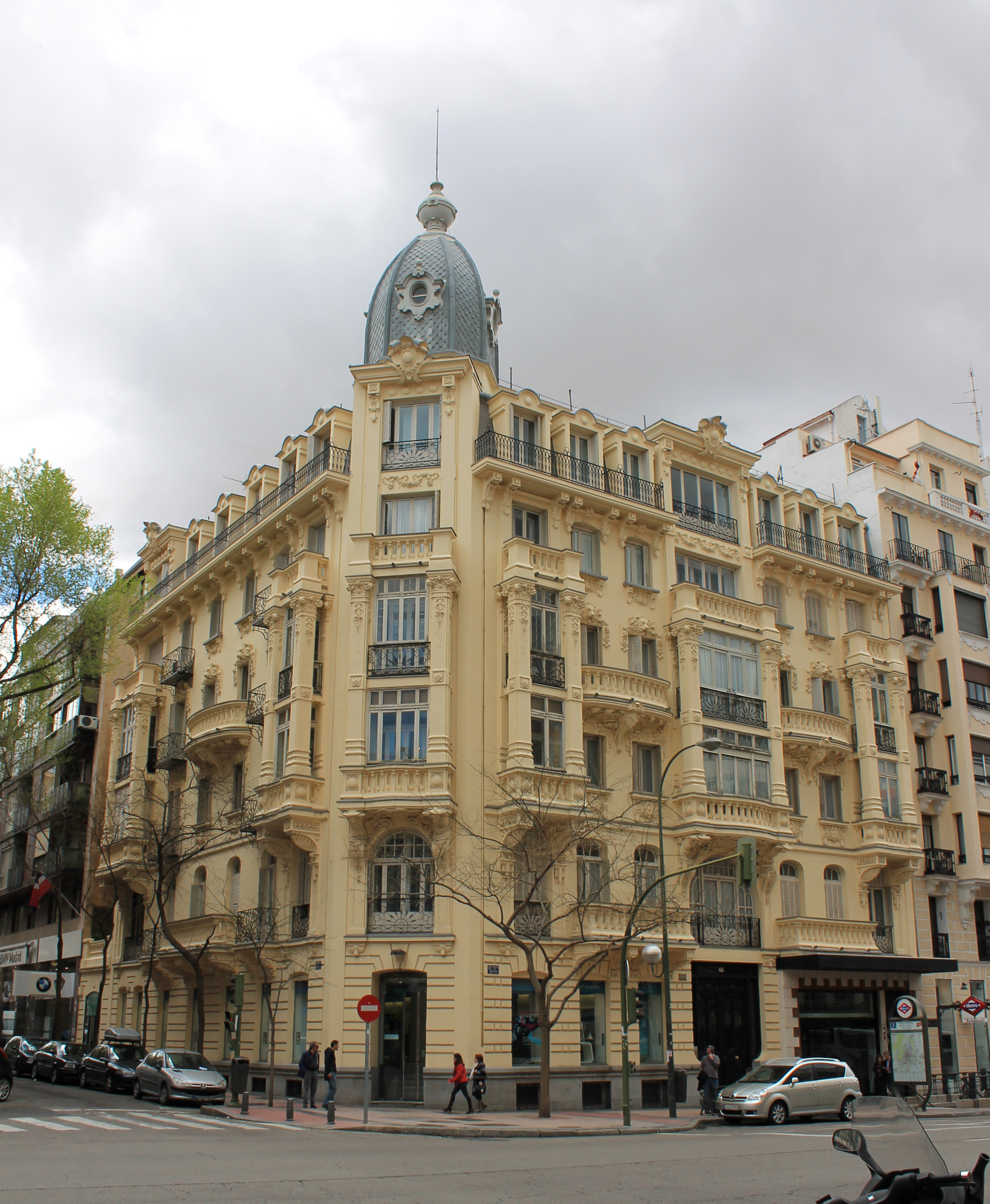
Calle Goya nº 32 (Madrid)
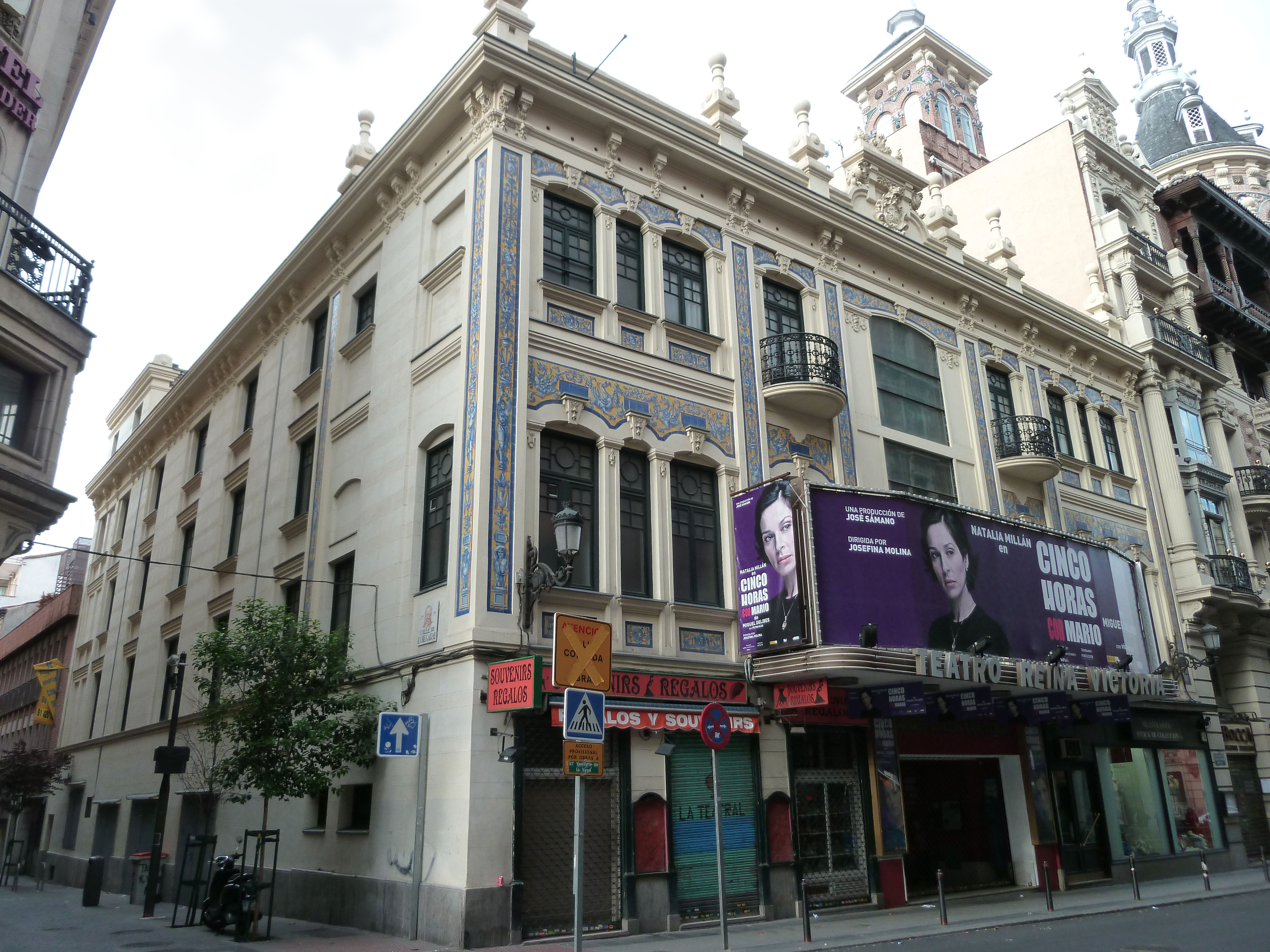
Teatro Reina Victoria (Madrid)